# Inveraray Parish Church

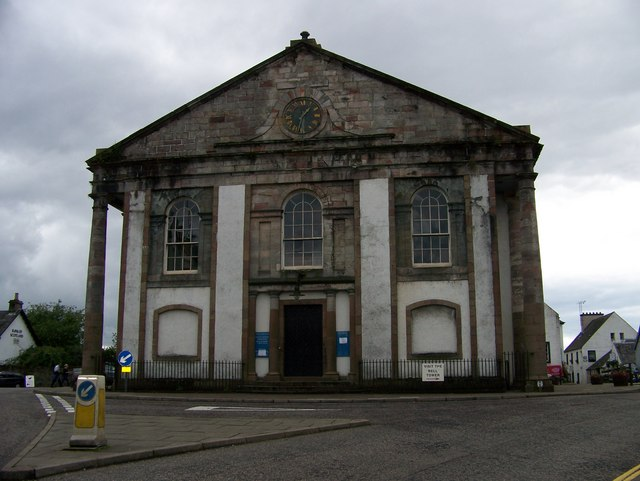
Nordseite des Kirchengebäudes

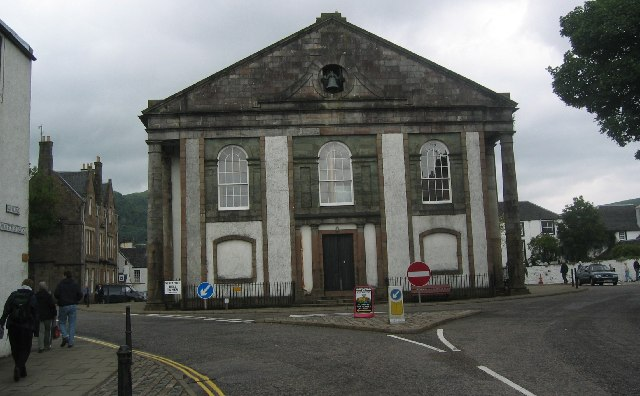
Südseite der Inveraray Parish Church

Die Inveraray Parish Church, auch Glenaray and Inveraray Parish Church oder Inveraray Kirk, ist ein Kirchengebäude der presbyterianischen Church of Scotland in der schottischen Stadt Inveraray. Es liegt auf einer Verkehrsinsel inmitten der Main Road, auf welcher die A83 durch Inveraray verläuft. 1966 wurde die Inveraray Parish Church in die schottischen Denkmallisten in der Kategorie A aufgenommen.
In der Inveraray Parish Church werden noch heute regelmäßig Gottesdienste abgehalten. Sie ist die Hauptkirche des Parish Inveraray.

## Geschichte
Ein ursprünglicher Entwurf eines runden Kirchengebäudes in der Planstadt Inveraray stammte von John Adam, der auch verschiedene weitere Gebäude in Inveraray entwarf. Diesen lehnte John Campbell, 5. Duke of Argyll jedoch ab, da bei diesem Konzept die Möglichkeit zur Abtrennung des Raumes in einen gälisch- und einen englischsprachigen Teil nicht umgesetzt werden konnte. Daniel Campbell, 2. Laird of Shawfield and Islay übernahm wahrscheinlich diese Pläne, welche er bei einem Besuch in Inveraray einsehen konnte und ließ Ende der 1760er Jahre die Rundkirche von Bowmore nach einem ähnlichen Plan bauen.
Die tatsächlich realisierten Pläne entsprechen dem Entwurf von Robert Mylne, der für die Planung zahlreicher Gebäude in Inveraray verantwortlich zeichnet. Der Bau begann wahrscheinlich 1794 und wurde nach widersprüchlichen Angaben 1802 oder 1805 abgeschlossen. Für die Baukosten kam der Duke of Argyll auf. Um sowohl dem gälischsprachigen Parish Glenaray als auch dem englischsprachigen Parish Inveraray gerecht zu werden, wurde die Kirche mit einer massiven Trennwand versehen, wodurch separate Gottesdienste abgehalten werden konnten. 1838 wurden Reparaturarbeiten durchgeführt und das Gebäude im Jahre 1898 mit neuem Mobiliar ausgestattet. Nach Sicherheitsbedenken auf Grund des schlechten baulichen Zustands wurde der Kirchturm 1941 abgerissen und bis heute nicht durch einen neuen Turm ersetzt. 1953 wurde das Gebäude letztmals umgestaltet. Der südliche, ehemals gälischsprachige Teil des Gebäudes wurde zwischenzeitlich zu einem Gemeindesaal umfunktioniert. Die Gottesdienste finden heute ausschließlich im Nordteil statt.

## Beschreibung
Das längliche Kirchengebäude weist Merkmale der georgianischen Architektur auf. Die separaten Eingänge befinden sich mittig an den beiden Frontseiten. Sie bestehen aus traditionell gestalteten Holztüren, die von Blendsäulen eingerahmt sind. Die Eingänge sind beidseitig von heute zugemauerten Fensteröffnungen umgeben, die ein abgesetztes Band aus Quadersteinen ziert. Darüber sind drei schlichte Bogenfenster verbaut. Die beiden Stirnseiten schließen mit Dreiecksgiebeln ab, an denen, wie auch zwischen der darunterliegenden Fensterzeile, das Schichtenmauerwerk aus Quadersteinen freiliegt. Die Giebel werden beidseitig von schlanken Säulen und jeweils einer Halbsäule getragen. In den Dreiecksgiebel an der Nordseite ist eine Uhr eingelassen, während sich an entsprechender Stelle an der Südseite die Glocke in einer Öffnung befindet. An den beiden Seiten erhellen jeweils zwei einfache Bogenfenster die beiden Räume. Die Fenster entsprechen jenen an den Stirnseiten. Das Gebäude wird durch ein schiefergedecktes Satteldach abgeschlossen. Der ehemalige Kirchturm befand sich mittig über beiden Bereichen und entsprang einer Kuppel.